# Ermelo (Sudáfrica)
Ermelo es el centro educacional, industrial y comercial de un distrito de 7750 km² en la provincia de Mpumalanga, Sudáfrica. Sus actividades principales son la ganadería (vacuno, porcino y lana), agricultura (maíz, patatas, judías, girasoles, alfalfa y sorgo) y minería (antracita, carbón y torbanita). Es el lugar donde confluyen tres autopistas nacionales sudafricanas N2, N11 y N17.
En la zona se encuentran las ruinas del asentamiento de Le Goya, del siglo XV, sobre él fue fundada la ciudad por el Reverendo de la Iglesia reformada holandesa Frans Cachet, que se convirtió al cristianismo en la ciudad de Ermelo, Holanda. La ciudad fue reducida a poco más que cenizas por los británicos durante la segunda guerra bóer.